# Emeterio Santovenia
Emeterio Santiago Santovenia Echaide (Mantua, 1889-Miami, 1968) fue un historiador, periodista, político y escritor cubano, biógrafo de Eloy Alfaro.

## Biografía
Nació en Dimas (municipio de Mantua, provincia de Pinar del Río, Cuba) el 23 de mayo de 1889, de padre asturiano, Emeterio Santovenia Pesquera, y de madre cubana, Antonia Echaide Meoqui. 
Se educó en las escuelas rurales de su región natal. En 1905 al comienzo de la república, obtiene el diploma de maestro de instrucción primaria, y obtiene el bachillerato en el Instituto de Pinar del Río pocos años después. 
En 1907 escribe su primer artículo en el Diario de la Marina, el periódico de mayor importancia del país, debutando de esta forma su carrera periodística, ganando fama con el pseudónimo de M. Terio. En 1914 se afilia al Partido Liberal y en 1916 fue elegido miembro de la Academia de la Historia de Cuba. En 1920 se gradúa de derecho en la Universidad de La Habana, y poco después en 1923 publicó la Historia de Mantua, su pueblo natal, ya por esta época, Emeterio era una personalidad pública a nivel nacional, sus escritos eran conocidos por todos los círculos académicos e intelectuales de la isla.
En 1925 editó la Historia de Pinar del Río su provincia y en 1929 publica en La Habana, Eloy Alfaro y Cuba, la primera de sus obras sobre el viejo luchador, y a quien le dedicaría varias obras más convirtiéndose en su biógrafo oficial.
En 1930 durante la dictadura de Gerardo Machado se afilia a la organización secreta revolucionaria ABC, lo que le contribuiría a ser elegido en 1940 senador por la provincia de Pinar del Río a la Asamblea Legislativa de Cuba, siendo designado para presidente de la Comisión de Derecho Político y secretario de Asuntos Tabacaleros.
En 1934 fue secretario de la Presidencia del gobierno de Carlos Mendieta, viaja por Europa y conoce España, Italia, Suiza, Francia y Bélgica.
En 1943 ocupa el Ministerio de Relaciones Exteriores durante el gobierno del general Fulgencio Batista, ministerio en el que se destacó por conceder facilidades a los extranjeros que deseaban obtener la ciudadanía cubana, en un solo año 11 000 extranjeros recibieron carta de ciudadanía.
En 1948 realiza una gira por América Latina recibiendo honores y recibimientos triunfales.
En 1952 colabora junto a Ramiro Guerra, José M. Pérez Cabrera y Juan José Remos, en la monumental Historia de la nación cubana, obra en diez tomos que detalla la historia de la isla desde la época precolombina hasta 1950. 
Ese mismo año con el golpe de Estado del general Batista, Santovenia ocupa la presidencia del Banco de Fomento Agrícola e Industrial, sin embargo siempre mantuvo una actitud en contra a la inconstitucionalidad del estado batistiano, sus críticas las expuso en su obra Armonías y conflictos en torno a Cuba, editada en México en 1956, obra que elevó su prestigio como político e intelectual.
Al triunfo de la revolución cubana en 1959 parte a Miami al tomar la revolución un carácter comunista y trabaja en la Universidad de la Florida y en 1965 publica su última obra Cuba y su historia, con la colaboración de Raul Shelton.
El 18 de noviembre de 1968 fallece en la ciudad de Miami a los setenta y nueve años de edad, era considerado hasta esa fecha, el más importante escritor cubano.

## Algunos cargos y distinciones
- Presidente de la Academia Nacional de Historia de Cuba.
- Miembro de la Academia de la Lengua de Artes y Letras.
- Presidente del Consejo de Archivos de Cuba.
- Doctorado honoris causa Universidad de La Florida.
- La Legión de Honor de La República Francesa.
- Miembro de las Órdenes Nacionales de Cuba, Venezuela, Perú, Haití, México y Chile.

## Algunas obras publicadas
- Biografía de Leandro González Alcorta, 1926.
- Ensayo histórico sobre Pinar del Río, 1920.
- Historia de Mantua, 1923.
- Historia de Pinar del Río, 1925.
- Eloy Alfaro y Cuba, 1929.
- Vida de Alfaro, 1942.
- Historia de la nación cubana, 1952.
- Armonías y conflictos en torno a Cuba, 1956.
- Cuba y su historia, 1965.
- Prim, el caudillo estadista, 1933, Espasa-Calpe, nº29 de la colección de Vidas Españolas e Hispanoamericanas del siglo XIX

- Datos: Q5830739
- Multimedia: Emeterio Santiago Santovenia / Q5830739